# Yunis
Yunis (arabisch يونس), auch Younis, ist als Variante von Yunus ein arabischer männlicher Vorname sowie Familienname.

## Namensträger

### Vorname
- Abu Bakr Yunis Jaber (1952–2011), libyscher Brigadegeneral
- Yunis Mahmud (* 1983), irakischer Fußballspieler

### Familienname
- Abd al-Fattah Yunis (1944–2011), libyscher Politiker und Militär
- Ala Younis (* 1974), kuwaitische Künstlerin, Filmemacherin und Kuratorin
- Harvey Yunis (* 1956), US-amerikanischer Klassischer Philologe
- Hassan Ahmed Younis (* 1943), ägyptischer Politiker
- Mohamed Younis Idris (* 1989), sudanesischer Hochspringer
- Robert Younis (* 1985), australischer Fußballspieler
- Waqar Younis (* 1971), pakistanischer Cricketspieler

## Sonstiges
- Chan Yunis, Stadt und Flüchtlingslager im Gazastreifen
- Gouvernement Chan Yunis, Regierungsbezirk der Palästinensischen Autonomiebehörde im Gazastreifen
- Yunis-Varon-Syndrom, angeborene Skelettdysplasie